# Wilhelm Ferch
Wilhelm Ferch (* 3. Mai 1881 in Bogáros, Königreich Ungarn; † 1922 in Budapest, Königreich Ungarn) war ein rumäniendeutscher Komponist und Chorleiter.

## Leben
Ferch leitete bereits als Schüler in Szeged und am Schwäbischen Konvikt in Temeswar Schulchöre. Fünf Jahre lang unterrichtete er an der Herrschaftsschule der Grafen Csekonics in Hatzfeld. Von 1918 bis 1920 wirkte er als Lehrer und Leiter des Männergesangsvereins in Werschetz. 1920 ging er nach Budapest, um seine musikalische Ausbildung zu vervollkommnen. Er starb dort während eines Orgelkonzerts, das er an der Matthiaskirche gab, an einem Herzschlag.
In Ferchs Hatzfelder Zeit entstanden virtuose Klavierwerke wie die Etude impromptu und das Feulliet d´Album sowie das Chorwerk Egy gondolat bánt engemet nach Versen von Sándor Petőfi. Die Uraufführung des letzteren wurde 1914 durch den Ausbruch des Ersten Weltkrieges verhindert, sie fand 1922 anlässlich der Petőfi-Feiern in Budapest statt. In deutscher Übersetzung von Josef Linster wurde das Werk im gleichen Jahr vom Hatzfelder Gewerbegesangverein beim Chorfest in Werbass aufgeführt. In seinem Todesjahr vertonte Ferch Peter Jungs Gedicht Mein Heimatland, Banaterland für Chor. Das Werk wurde von Josef Linster überarbeitet und als „Banater Hymne“ bekannt.